# Jogtudomány
A jogtudomány a társadalomtudományok egyik legjelentősebb területe. Tárgya nem más, mint a jog. E jelenséggel kapcsolatban próbál igaz állításokat megfogalmazni. Habár egységes tudományterületnek tűnhet, kiemelendő, hogy több jogtudományi terület létezik, amelyeket tárgyuk vagy módszertanuk szerint csoportosíthatunk.

## Egyes jogtudományok

### Tárgyi felosztás
Ezek a jogtudományok jogáganként tagozódhatnak, s ezért beszélhetünk a polgári jog tudományáról vagy a büntetőjog, illetve a közigazgatási jog tudományáról, mint szintén önálló tudományterületről. Ezeket nevezzük tételes jogtudományoknak, s következésképpen tárgyuk a tételes jog. A vizsgált tárgy alapján megkülönböztethető még egy további ága ezen tudományterületnek; ezt hívjuk jogelméletnek vagy jogbölcseletnek. A jogelmélet nem az egyes jogterületek tételes joganyagával foglalkozik, hanem magával a joggal. Tehát alapvetően egy jóval tágabb területet ölel fel, mint a tételes jogtudományok. Elsődleges célja a jog fogalmának definiálása, az érvényes jog kritériumainak meghatározása, stb. Ez utóbbi tevékenységet elsődlegesen elméletek, tézisek megalkotásával próbálja igazolni, amelyek már-már jogfilozófiai jellegűek (néha szinonimaként is használatos a jogelmélet és jogfilozófia elnevezés). Beszélhetünk még szakjogtudományokról is, amelyek egyes szaktudományokhoz kötődnek, illetve ezen szaktudományoknak a módszereit kívánják hasznosítani a jogtudományon belül. Így tehát ide tartozik a jogszociológia, jogtörténet, stb.

### Módszertani felosztás
A jogtudományokat nemcsak tárgyuk szerint oszthatjuk fel további diszciplinákra, hanem aszerint is, hogy milyen módszertannal (metodika) dolgoznak. Eszerint pl. lehetnek normatív (előíró) és deskriptív (leíró) jogtudományokról. Előbbi megfogalmazza, miképp kéne egyes dolgokat szabályozni, vagyis hogyan kéne alakítani a jogot. Utóbbi ezt elveti (melynek különböző okai lehetnek, pl. nem tartja megalapozhatónak a normatív állításokat), s inkább annál marad, ami ténylegesen van, vagyis leírja, hogy milyen a most létező jog. Ezekkel párhuzamosan lehet még adott tudományterület doktrinális vagy konstruktív jellegű.

## A jogtudomány művelői
A jogtudomány művelőit ma  általában jogtudósnak nevezik. (A korábbi – jogi doktort jelentő – jogtudor szó elavulttá vált. A 19. században olyan személyt jelölt, aki a képzés elvégzését követő szigorlati vizsga után az egyetemtől jogi doktori oklevelet kapott, amely 1873-ig nem járt automatikusan a végzettséghez, mint napjainkban).

## Külső hivatkozások
- Internetes Jogtudományi Enciklopédia